# Marionetten
De Marionetten is een wijk en voormalig gehucht in de Belgische stad Kortrijk. De wijk ligt ten zuidwesten van de oude stadskern, buiten de vroegere stadsmuren, vlak bij de Sint-Annawijk en ten zuiden van de huidige autostrade E17. De woonwijk begint aan de President Kennedylaan, waar zich de hoofdcampus bevindt van het AZ Groeninge, en staat bekend om zijn vrij steile heuvel.

## Heden
Op de Marionetten bevindt zich sinds het einde van de 20e eeuw ook het Stadsgroen Marionetten, dat deel uitmaakt van het zogenaamde Groen Lint Zuid. Op het hoogste punt van dit nieuwe natuur- en recreatiegebied bevindt zich de zogenaamde 'Libel', een uitkijkpunt met informatie over de omringende natuur en de wandel- en fietsroutes. Het paviljoen dankt zijn naam aan zijn vormgeving in de vorm van een libel.
Belgische gemeenten · Arrondissement Kortrijk · West-Vlaanderen · Vlaanderen